# Lijst van jachtvliegtuigen
Lijst van jachtvliegtuigen. 

## Eerste Wereldoorlog
- Geallieerde luchtmachten
  - Bristol F.2 Fighter
  - Nieuport 10
  - Nieuport 11
  - Nieuport 12
  - Nieuport 17
  - Nieuport 24
  - Nieuport 28
  - RAE SE5
  - Sopwith 1½ Strutter
  - Sopwith Camel
  - Sopwith Triplane
  - Sopwith Pup
  - Spad XIII
  - Vickers F.B.5
- Centrale Mogendheden
  - Rumpler Taube
  - Fokker Eindecker
  - Fokker Dr.I
  - Fokker D.VII
  - Fokker D.VIII
  - Albatros B.II
  - Albatros C.I
  - Albatros C.III
  - Albatros D.I
  - Albatros D.II
  - Albatros D.III
  - Albatros D.V

## 1939-1945
- Frankrijk
  - Bloch MB.150
  - Dewoitine D.520
  - Morane-Saulnier MS 406
  - Koolhoven F.K.58
- Duitsland
  - Messerschmitt Bf 109
  - Messerschmitt Bf 110
  - Focke-Wulf Fw 190
  - Messerschmitt Me 163
  - Messerschmitt Me 262
  - Heinkel He 162
- Italië
  - Fiat CR.42
  - Fiat G.50
  - Macchi C.200
  - Macchi C.202
  - Macchi C.205
  - Reggiane Re.2000
- Japan
  - Mitsubishi A6M Zero "Zeke"
  - Mitsubishi S-03 "Tony"
  - Kawanishi N1K "George"
  - Nakajima Ki-43 "Oscar"
- Nederland
  - Fokker G1
  - Fokker D.XXI
  - Fokker D.XVII
- Polen
  - PZL P.7a
  - PZL P.11
  - PZL P.24
- Roemenië
  - IAR 80
- Sovjet-Unie
  - Polikarpov I-153
  - Mikojan-Goerevitsj MiG-3
  - Jakovlev Jak-9
  - Lavotsjkin LaGG-3
  - Lavotsjkin La-5
  - Lavotsjkin La-7
- Verenigd Koninkrijk
  - Boulton Paul Defiant
  - Bristol Beaufighter
  - De Havilland Mosquito
  - Gloster Meteor
  - Hawker Hurricane
  - Hawker Tempest
  - Hawker Typhoon
  - Supermarine Spitfire
- Verenigde Staten
  - Brewster F2A-3 "Buffalo"
  - Vought F4U Corsair
  - Grumman F6F Hellcat
  - Grumman Bearcat
  - Grumman F4F Wildcat
  - Lockheed P-38 Lightning
  - Bell P-39 Airacobra
  - Curtiss P-40 Warhawk
  - Republic P-47 Thunderbolt
  - North American P-51 Mustang
- Zweden
  - Saab J21

## 1945-1952
- Verenigde Staten
  - Lockheed P-80 Shooting Star
  - Republic F-84 Thunderjet
  - North American F-86 Sabre
  - North American F-100 Super Sabre
  - Grumman Panther
  - Grumman Cougar
  - McDonnell XF85 Goblin
- Sovjet-Unie
  - Mikojan-Goerevitsj MiG-15
  - Mikojan-Goerevitsj MiG-17
  - Mikojan-Goerevitsj MiG-19
  - Mikojan-Goerevitsj MiG-21
- Verenigd Koninkrijk
  - de Havilland Vampire
  - Hawker Hunter
- Frankrijk
  - Dassault MD.450 Ouragan
  - Dassault Mystère IV
  - Dassault MD.550 Mirage I
- Zweden
  - Saab Tunnan
  - Saab Lansen
  - Saab Draken

## 1953 - heden
- Canada
  - AVRO CF-100
  - AVRO CF-105 Arrow

- China
  - Chengdu J-7
  - Chengdu J-10
  - Chengdu J-20
  - Chengdu J-36
  - Shenyang J-6
  - Shenyang J-8
  - Shenyang J-15
  - Shenyang J-31
  - Shenyang J-50

- Duitsland
  - Panavia Tornado
  - Eurofighter Typhoon

- Frankrijk
  - Dassault Étendard IV
  - Dassault Super-Étendard
  - Dassault Mirage III
  - Dassault Mirage IV
  - Dassault Mirage F1
  - Dassault Mirage 2000
  - Dassault Rafale
  - Système de Combat Aérien du Futur

- Verenigde Staten
  - Grumman A-6 Intruder
  - Grumman EA-6 Prowler
  - Lockheed F-104 Starfighter
  - F-4 Phantom II
  - Northrop F-5 Freedom Fighter
  - Grumman F-14 Tomcat
  - F-15 Eagle
  - Lockheed Martin F-16 Fighting Falcon
  - Lockheed Martin F-117 Nighthawk
  - F/A-18 Hornet
  - F/A-18E/F Super Hornet
  - F/A-XX
  - F-22 Raptor
  - General Dynamics F-111
  - Lockheed Martin F-35 Lightning II
  - Boeing F-47

- Rusland
  - Mikojan-Goerevitsj MiG-23
  - Mikojan-Goerevitsj MiG-25
  - Mikojan-Goerevitsj MiG-29
  - Mikojan-Goerevitsj MiG-31
  - Mikojan-Goerevitsj MiG-33
  - Mikojan-Goerevitsj MiG-35
  - MiG MFI
  - MiG-41
  - Soechoj Su-25
  - Soechoj Su-27 Flanker-A, -B en -C
  - Soechoj Su-30 Flanker-F, -G en -H
  - Soechoj Su-33 Flanker-D
  - Soechoj Su-35 Flanker-E
  - Soechoj Su-37 Flanker-E
  - Soechoj Su-47
  - Soechoj Soe-57

- Zweden
  - Saab Viggen
  - Saab Gripen

- Verenigd Koninkrijk
  - English Electric Lightning
  - Hawker Siddeley Harrier
  - BAE Systems Tempest

- Joegoslavië
  - Soko J-1 Jastreb
  - Soko J-22 Orao

- Taiwan
  - AIDC F-CK-1 Ching-kuo

- Zuid-Korea
  - KAI KF-21 Boramae